# محمكة المنازعات التابعة للأمم المتحدة
محكمة المنازعات بالأمم المتحدة تعد من الدرجة الأولى لنظام إقامة العدل الرسمي للأمم المتحدة ذي الدرجتين، بدأت العمل في 1 يوليو 2009م طبقا لقرار الجمعية العامة الصادر في 24 ديسمبر 2008م. تتكون المحكمة من ثلاث قضاة متفرغين وقاضيين يعملان بدوام جزئي وتختص الجمعية العامة في اختيار القضاة بناء على توصية مجلس العدل الداخلي. وفقا لقرار الجمعية 62/288 لا يجوز أن ينتمى قاضيان إلى جنسية واحدة مع الأخذ في الاعتبار التوزيع الجغرافي للتوازن بين الجنسين هنالك شروط يجب توافرها في قضاة المحكمة وهي (أن يكون ذا خلق رفيع لديه خبرة 10 سنوات على الأقل في المجال القانون الإداري أو ما يعادله في النظم القضائية ومدة الولاية هي فترة واحدة لمدة سبع سنوات غير قابلة للتجديد أو كتدبير انتقالي يعين لمدة ثلاث سنوات اثنان من القضاة أحدهما متفرغ والآخر بدوام جزئي ويتم تعينهم بالقرعة ويجوز إعادة تعينهم في محكمة المنازعات لمدة 7سنوات غير قابلة للتجديد تبدأ مدة تعيين القضاة في اليوم الأول من شهر يوليو في اليوم التالي لتعينهم من قبل الجمعية العامة ما لم تقرر الجمعية العامة خلاف ذلك ولا يحق لأي قاضى حالي أو سابق في محكمة الأمم المتحدة للاستئناف أن يعين في محكمة المنازعات وجدير بالذكر أن إذا شغل قاضى في محكمة المنازعات ليحل محل قاض آخر لم تنتهِ مدة ولايته يستكمل القاضي المدة المتبقية من مدة سلفة ويجوز إعادة تعيينه لمددة 7سنوات غير قابلة للتجديد ولكن بشرط ألا تكون المدة المتبقية تزيد عن 3سنوات ولا يحق لأى قاض في محكمة المنازعات أن يعين في أي منصب داخل الأمم المتحدة قبل مرور 5سنوات من انتهاء تعيينه إلا إذا عين في منصب قضائي آخر ويعمل القاضي في تلك المحكمة بصفته الشخصية ويتمتع باستقلال كامل وهذا شرط ضروري لنزاهة العدالة ,واستقلالية القضاة وللقاضي أن يتنحى في محكمة المنازعات عن النظر لأى قضية إذا وجدت فيها تضارب مصالح بالنسبة له إما إذا طلب طرف في القضية تنحى القاضي لرئيس المحكمة أن يبت في الأمر وهناك ضمانة هامة للقاضي لا يجوز للمحكمة إعفاء قاض من منصبة إلا إذا كان عديم الأهلية أو سوء سلوكه ومن ناحية أخرى يجوز أن يستقيل القاضي عن منصبة بشرط إخطار الأمين العام.